# فيليب هرغوفيش
فيليب هرغوفيش (بالكرواتية: Filip Hrgović)‏ (مواليد 4 يونيو 1992) هو ملاكم كرواتي، مثّل بلاده في الألعاب الأولمبية الصيفية 2016 وحقق الميدالية البرونزية في فئة الوزن الثقيل السوبر.

## روابط خارجية
فيليب هرغوفيش على موقع بوكس ريك (الإنجليزية) (registration required)
- فيليب هرغوفيش على موقع اللجنة الأولمبية الدولية (الإنجليزية)
- فيليب هرغوفيش على موقع أوليمبيديا (الإنجليزية)